# Karl-Richard Frey
Karl-Richard Frey (* 11. července 1991 v Troisdorfu, Německo) je německý zápasník – judista.

## Sportovní kariéra
Je rodákem z obce Sankt Augustin a s judem začal v 6 letech v Bonnu v klubu Beueler. Se studiem na střední škole se přesunul do nedalekého Kolína nad Rýnem, kde se připravuje v armádním klubu TSV Bayer 04 Leverkusen. Freyovo judo vychází z kvalitní fyzické a taktické přípravy. Bojuje z pravého úchopu a útočí převážně nohama. Jeho osobní technikou (tokui-waza) je uči-mata a o-soto-gari případně koši-guruma. Na velmi slušné úrovní zvládá techniky z boje na zemi. V roce 2016 vyhrál nominaci na olympijské hry v Riu na úkor Dmitrije Peterse. Po úvodní výhře nad Maďarem Miklósem Cirjenicsem v prodloužení narazil ve čtvrtfinále na Ukrajince Artema Blošenka, se kterým v lednu prohrál ve finále Grand Prix v Havaně. V Riu zopakoval svůj nepovedený výkon z ledna, kde se snažil neustále přetlačit Ukrajince v boji z blízka. Ve druhé minutě byl při snaze o ura-nage kontrován na wazari a tento náskok nedokázal smazat. Z oprav se probojoval do boje o třetí místo, o které se utkal s Francouzem Cyrillem Maretem. Zápas s Francouzem nezvládl takticky, když si začátkem třetí minuty nepohlídal jeho osobní techniku o-soto-gari a prohrál na ippon. Obsadil 5. místo.

### Vítězství
2013 - 2x světový pohár (Rijeka, Čching-tao)

## Výsledky
| Olympijské hry     |     |     | —   |   |    |    | 5. |  |  |  |  |  |  |  |  |  |  |  |  |  |  |  |  |  |
| Mistrovství světa  | —   | —   |     | — | 3. | 2. |    |  |  |  |  |  |  |  |  |  |  |  |  |  |  |  |  |  |
| Evropské hry       |     |     |     |   |    | 7. |    |  |  |  |  |  |  |  |  |  |  |  |  |  |  |  |  |  |
| Mistrovství Evropy | —   | —   | úč. | — | 5. | 7. | —  |  |  |  |  |  |  |  |  |  |  |  |  |  |  |  |  |  |
| ME do 23 let       | —   | úč. | 3.  | — |    |    |    |  |  |  |  |  |  |  |  |  |  |  |  |  |  |  |  |  |
| MS juniorů         | úč. |     |     |   |    |    |    |  |  |  |  |  |  |  |  |  |  |  |  |  |  |  |  |  |
| ME juniorů         | 1.  |     |     |   |    |    |    |  |  |  |  |  |  |  |  |  |  |  |  |  |  |  |  |  |